# Giuseppe Mariani (1840-1904)
Giuseppe Mariani (Casarile, 20 april 1840 – Milaan, januari 1904) was een Italiaans componist en dirigent.

## Levensloop
Mariani studeerde hoorn aan het Conservatorio "Giuseppe Verdi" (Milaan) in Milaan. Hij werd medewerker in de muziekuitgeverij Ricordi in Milaan en werd spoedig verantwoordelijk voor de uitgave van composities voor de civiele en militaire banda's (harmonieorkesten). In 1900 werd hij tot dirigent van de Banda Musicale di Monza benoemd.
Hij heeft een groot aantal bewerkingen van klassieke muziek voor banda op zijn naam staan, maar hij schreef ook veel eigen werken voor banda (harmonieorkest) en pedagogische literatuur. 

## Composities

### Werken voor banda (harmonieorkest)
- 1888 Asclepias, mars
- 1888 Festa onomastica, polka
- 1888 Il Gottardo, mars
- 1889 Gioie carnevalesche, kleine wals
- 1890 Inezia, mazurka
- 1890 Onde di lago, wals
- 1891 Tutto sereno, mazurka
- 1894 Rosa delle Alpi, mazurka
- 1899 Passeggiata ai monti, mars
- 1900 Sventura!, Elegia funèbre - uitgevoerd tijdens de treurplechtigheden voor Koning Umberto I van Italië op 8 augustus 1900 in Monza
- Forza e coraggio, hymne/mars
- Giuseppina, mars
- Marcia militare sopra motivi dell'opera "L'Ebreo" di Giuseppe Apolloni
- Omaggio a Chopin (Dai celebri suoi Valzer)

### Werken voor piano
- 1889 Omaggio a Chopin

### Pedagogische werken
- Muziektheoretisch handboek
- Methode voor hobo